# Middle Mouse

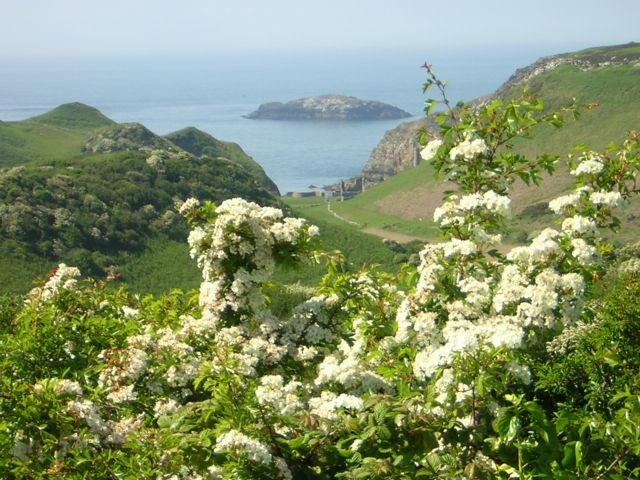
Middle Mouse vista da Anglesey

Middle Mouse (in gallese: Ynys Badrig, che significa isola di Patrizio) è un'isola disabitata situata 1 chilometro a nord della costa di Anglesey, nel Galles del nord. È nota in quanto rappresenta il punto più a nord dell'intero Galles. L'isola misura, nel punto di dimensione maggiore, 207 metri per 110 metri, con un'area massima di 3,7 acri (1,5 ha), ed ha una altitudine massima di 16 metri sul livello del mare. Middle Mouse fa parte di una catena di tre isole al largo della costa nord di Anglesey, e le altre sono Ynys Amlwch e Maen y Bugail.
La leggenda locale sostiene che San Patrizio sia naufragato su quest'isola, dando origine al suo nome alternativo. Egli nuotò poi verso Anglesey, fondando nell'anno 440 la vicina chiesa di Llanbadrig, che si crede sia il più antico sito di culto cristiano del Galles.
Middle Mouse ospita diversi cormorani, uccelli di mare e gazze marine. Per gli amanti della subacquea, ci sono diverse scogliere sottomarine che scendono fino a 40 metri, con abbondante fauna marina. Non vi sono protezioni contro gli importanti flussi dati dalle maree, pertanto è necessario conoscere con accuratezza i momenti in cui le acque non sono soggette a maree.
Durante il XIX secolo, l'isola veniva utilizzata come punto di ausilio alla navigazione per le navi che si dirigevano verso il Porto di Liverpool. Ogni imbarcazione che passava per l'isola senza senalare la presenza, e senza attendere il via libera, poteva incorrere in una contravvenzione. La S.S. Liverpool, a seguito di una collisione con una nave chiamata Laplata, naufragò presso Middle Mouse nel 1863; a bordo aveva un carico di lingotti di stagno.
Nel 2005 l'isola fu messa in vendita come porzione di una tenuta di 0,68 chilometri quadri (170 acri).